# Егорова (Кудымкарский район)
Егорова — деревня в Кудымкарском районе Пермского края. Входила в состав Ошибского сельского поселения. Располагается на реке Муткыльта севернее от города Кудымкара. Расстояние до районного центра составляет 44 км. По данным Всероссийской переписи населения 2010 года, в деревне проживало 216 человек (100 мужчин и 116 женщин).

## История
По данным на 1 июля 1963 года, в деревне проживало 132 человека. Деревня была административным центром Трапезниковского сельсовета.